# 声王
声王（せいおう）は、声桓王（せいかんおう）ともいい、中国の春秋時代の楚の王。姓は羋、氏は熊。諱は当。

## 生涯
楚の簡王の子として生まれた。簡王24年（紀元前408年）、簡王が薨去すると、楚王として即位した。
声王4年（紀元前404年）、宋の休公や鄭の繻公が来朝した。声王は宋公に命じて楡関に築城させた。
声王6年（紀元前402年）、盗賊に殺され、子の悼王が即位した。